# Federação de Futebol do Uzbequistão
A Federação de Futebol do Uzbequistão (em usbeque: Oʻzbekiston Futbol Federatsiyasi; em russo: Федерация футбола Узбекистана; em inglês: Uzbekistan Football Federation; UFF) é o órgão dirigente do futebol do Uzbequistão, responsável pela organização dos campeonatos disputados no país, bem como os jogos da seleção nacional nas diferentes categorias. Mirabror Usmanov é o atual presidente da entidade.

## História
A Federação de Futebol do Uzbequistão (UFF) foi fundada em 1946, enquanto o país ainda estava sob domínio soviético, e é filiada à Federação Internacional de Futebol (FIFA) e à Confederação Asiática de Futebol (AFC) desde 1994.
No dia 7 de janeiro de 2013, durante cerimônia da Bola de Ouro, realizada em Zurique, na Suíça, a UFF recebeu o Prêmio Fair Play da FIFA. A federação uzbeque também obteve a maior pontuação do fair play (jogo justo) pela AFC, em 2012.
A federação organiza o Campeonato Uzbeque, a segunda divisão da Primeira Liga do Uzbequistão [en], a Segunda Liga do Uzbequistão [en], a Copa do Uzbequistão, a Copa UzPFL e o Campeonato Uzbeque Feminino [en].

## Sistema do campeonato

### Masculino
| Grau | Divisão                      |
| ---- | ---------------------------- |
| 1    | Campeonato Uzbeque           |
| 2    | Primeira Liga do Uzbequistão |
| 3    | Segunda Liga do Uzbequistão  |
| 4    | Terceira Liga do Uzbequistão |

### Feminino
| Grau | Divisão                     |
| ---- | --------------------------- |
| 1    | Campeonato Uzbeque Feminino |